# Hôn nhân trong ngõ hẹp
Hôn nhân trong ngõ hẹp (tên cũ: Sau 7 năm hạnh phúc) là một bộ phim truyền hình được thực hiện bởi Trung tâm Phim truyền hình Việt Nam, Đài Truyền hình Việt Nam do Vũ Trường Khoa làm đạo diễn. Phim phát sóng vào lúc 21h20 thứ 4, 5 hàng tuần bắt đầu từ ngày 29 tháng 4 năm 2015 và kết thúc vào ngày 6 tháng 8 năm 2015 trên kênh VTV3.

## Nội dung
Hôn nhân trong ngõ hẹp xoay quanh gia đình gồm ba thế hệ: Vợ chồng ông Minh, vợ chồng con trai cả Minh Khang - Phương Trinh, vợ chồng con gái Minh Phương - Công Danh cùng con trai Minh Đạt và vợ chồng con trai út Minh Khánh - Kiều Linh sống cùng nhau trong một căn nhà bốn tầng. Với bà con lối xóm, họ thực sự là một gia đình kiểu mẫu vì nếp sống văn hóa, ăn ở biết trước biết sau, không hề va chạm hay to tiếng với xóm giềng. Nhưng rồi sóng gió đã xảy ra khi những biến cố xoay quanh các đứa con của mình đè nặng lên vai Ông Minh (Trung Anh), có những lúc tưởng chừng như đã hết hi vọng. Dù vậy, với tình thân gia đình, những điều không thể đều biến thành có thể.

## Diễn viên
- Trung Anh trong vai Ông Minh[5]
- Thanh Quý trong vai Bà Minh[5]
- Chí Nhân trong vai Minh Khang[5]
- Diễm Hương trong vai Hằng[5]
- Trọng Nhân trong vai Minh Khánh[5]
- Kiều My trong vai Kiều Linh[5]
- Minh Hà trong vai Phương Trinh
- Mạnh Hưng trong vai Công Danh
- Khuất Quỳnh Hoa trong vai Minh Phương
- Đặng Loan trong vai Thủy
- Gia Bảo trong vai Cu Đạt

Cùng một số diễn viên khác...

## Ca khúc trong phim
Bài hát trong phim là ca khúc "Trở về bên nhau" do Lê Anh Dũng sáng tác và Dương Hoàng Yến thể hiện.

## Đón nhận
Tại thời điểm phát sóng, bộ phim đã nhanh chóng đạt được thứ hạng cao về lượng người xem vì khai thác chủ đề xoay quanh tình cảm gia đình và hôn nhân. Mức giá quảng cáo của bộ phim cũng được tiết lộ là cao nhất so với các bộ phim phát sóng cùng thời điểm. Mỗi tập phát sóng của phim đăng tải trên YouTube đều đạt số lượt xem trên 100.000. Dù vậy, bộ phim vẫn bị đánh giá là "nhiều sạn" và các tình tiết vô lý, đồng thời lạm dụng cảnh "nóng" trong phim, được cho là nhằm "câu khách" người xem.

## Giải thưởng
| Năm  | Giải thưởng   | Hạng mục                                | (Người) đề cử | Kết quả   | Tham khảo |
| ---- | ------------- | --------------------------------------- | ------------- | --------- | --------- |
| 2015 | Ngôi Sao Xanh | Nam diễn viên truyền hình xuất sắc nhất | Mạnh Hưng     | Đoạt giải | [ 10 ]    |
| 2015 | Ngôi Sao Xanh | Gương mặt truyền hình triển vọng        | Kiều My       | Đoạt giải | [ 10 ]    |
| 2016 | Ấn tượng VTV  | Nam diễn viên ấn tượng                  | Chí Nhân      | Đề cử     | [ 11 ]    |
| 2016 | Ấn tượng VTV  | Nữ diễn viên Ấn tượng                   | Diễm Hương    | Đề cử     | [ 11 ]    |